# Kongōbu-ji
Kongōbu-ji (金剛峯寺?) es el templo principal del budismo Koyasan Shingon, ubicado en el monte Kōya (高野山 Kōya-san?), en la prefectura de Wakayama, Japón. Debe tenerse en cuenta que, dado que tradicionalmente se considera que el monte al completo es el recinto de este templo, la mayoría de las veces se incluyen en su descripción otros complejos de la zona como Danjo Garan o alguno de los otros 117 templos o monumentos del lugar. Su nombre significa Templo de la Montaña del Diamante y forma parte del Patrimonio de la Humanidad de la Unesco instituido en 2004 llamado Sitios sagrados y rutas de peregrinación de los Montes Kii.
El lugar fue escogido por el monje Kūkai a su regreso de China como lugar de enseñanza para el budismo Shingon. El edificio del templo fue construido en 1593 con el nombre de Templo Seigan-ji por Toyotomi Hideyoshi a la muerte de su madre, fue reconstruido en 1861 y recibió su nombre actual en 1869. Buena parte de las habitaciones del templo contienen muchas puertas correderas hechas de pantallas de papel (fusuma) decoradas por el pintor Kanō Tanyū (1602-1764) y por miembros de la escuela Kanō de Kyoto, entre las que destacan la primera, la habitación principal con sus pinturas de grullas y cerca de esta las del Ciruelo y el Sauce que reciben sus nombres por los dibujos en sus puertas. Toyotomi Hidetsugu se suicidó ritualmente (seppuku) en la habitación del Sauce en 1595.
El templo cuenta con multitud de escuelas y una universidad budista en las cercanías. El actual jardín de rocas Banryūtei (蟠龍庭) del templo, completado en 1984 para conmemorar el 1150.º aniversario del ascenso de Kūkai a la meditación eterna, es el más grande de Japón (2340 m²), con 140 piedras de granito traídas de Shikoku (lugar de nacimiento de Kūkai) y distribuidas para sugerir que un par de dragones surgen de las nubes para proteger el templo y arena blanca traída de Kioto. El templo también cuenta con una lujosa sala de audiencias llamada Jodannoma en la que sus paredes de puertas correderas están bañadas en oro y el techo está decorado con flores talladas.
El jardín natural del templo, creado en el periodo Edo, contiene muchas de las especies propias del monte. Entre las flores destacan la andrómeda japonesa y los rododendros que crecen alrededor del estanque mientras que entre los árboles están representados los seis árboles del Koyasan: cedro japonés, falso ciprés hinoki, pino rojo japonés, tsuga, abetos y koyamaki o pino paraguas japonés.
El 412.º y actual abad es Su Eminencia Yukei Matsunaga quien también ejerce como supremo arzobispo de la secta Koyasan Shingon.

## Recinto del templo
Dado que Kongōbu-ji es el principal templo de la secta Shingon y el Monte Koya se considera el recinto sobre el que tiene autoridad directa, el resto de estructuras y monumentos del monte suelen considerarse parte del complejo del templo. Entre estas estructuras cercanas destacan 
Danjo Garan, un lugar sagrado donde se reúnen algunos de los más importantes edificios de la zona como el salón Kondo, la pagoda Konpon Daito y el salón Fudōdō (un Tesoro Nacional de Japón), los mausoleos dedicados a los dos primeros Tokugawa y el Okunoin, el mayor cementerio de Japón con más de 200.000 tumbas y lugar de reposo final de Kukai.

## Galería
|                              |
| Puerta principal del templo. |

|                  |
| Fachada frontal. |

|                                                       |
| Kyozo (lugar donde se guardan los sutras) del templo. |

|                   |
| Shōrō del templo. |

|                            |
| Jardín de rocas Banryūtei. |

|                                               |
| Detalle de la decoración exterior del templo. |

|                                                   |
| Papiro de seda que representa el nirvana de Buda. |

|                                           |
| Esculturas de diversas deidades budistas. |